# Heart ES-19

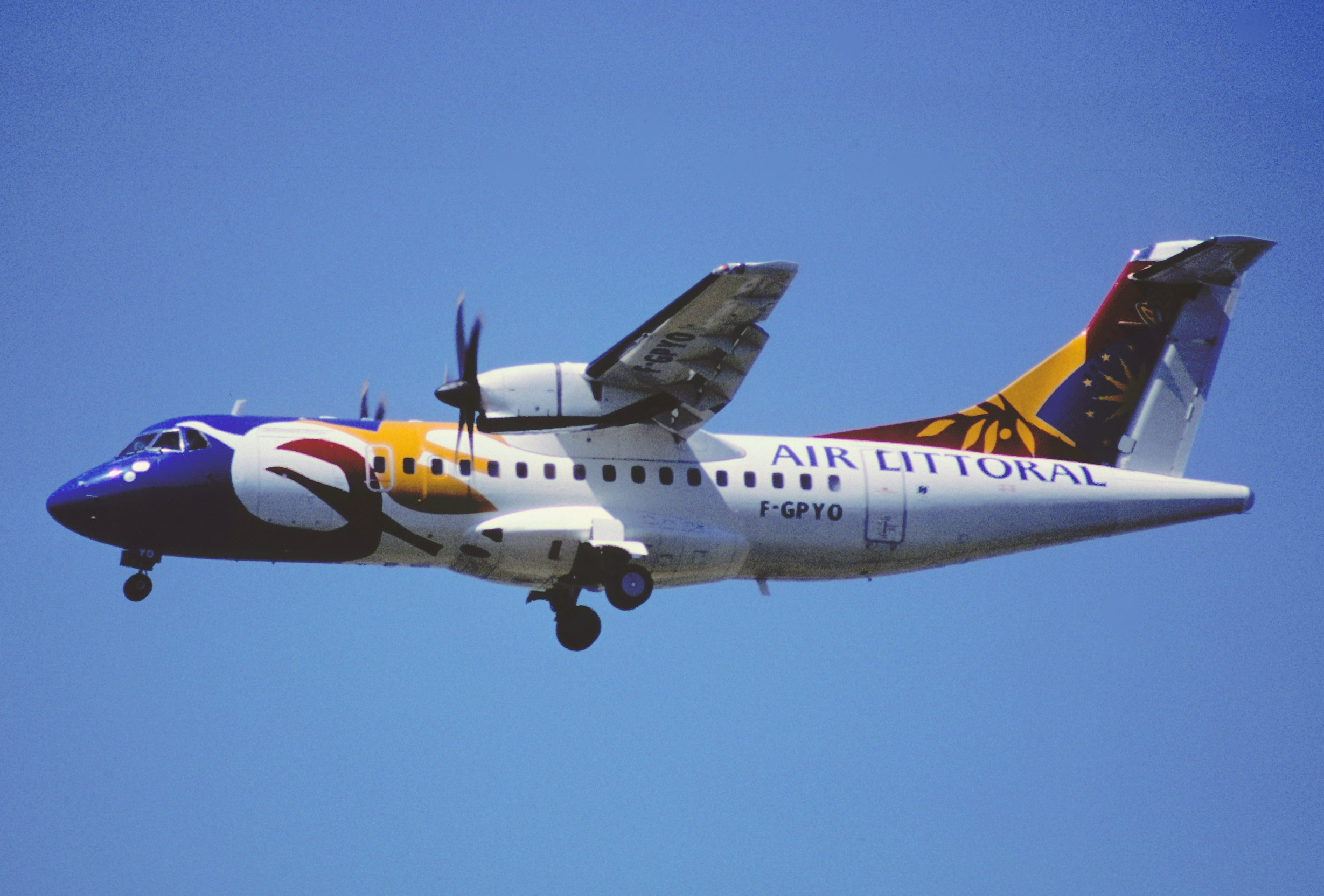
Het concept van de Heart ES-19 heeft overeenkomsten met de afgebeelde ATR 42 regioliner. De twee turboprops worden vervangen door vier elektromotoren

De Heart ES-19 was een ontwikkelingsproject van het Zweedse bedrijf Heart Aerospace voor een elektrische viermotorige Regional Airliner voor 19 personen, tot het werd opgevolgd door een nieuw ontwerp, dat van de hybride ES-30 voor 30 passagiers.
Het opgegeven vliegbereik was 400 km. De eerste vlucht stond gepland voor 2024, certificering voor 2026. Er waren 120 pre-orders ontvangen van Finnair en United Airlines.

## Ontwerp
De ES-19 is een vliegtuig voor regionale vluchten van maximaal 400 km. De ES-19 is geschikt voor korte landingsbanen van 750 meter. Voor de laadtijd van de batterijen wordt gerekend op ongeveer 40 minuten. De verwachting van Heart is dat de batterijen na 3000 cycles (laden plus ontladen) moeten worden vervangen, wat in de praktijk zal neerkomen op gemiddeld eens per jaar.
De in 2022 getoonde artist impression van het toestel doet sterk denken aan de ATR 42 hoogdekker met T-staart, waarbij de twee turboprops zijn vervangen door vier elektromotoren. Heart Aerospace wil bij de ontwikkeling van het volledig elektrische vliegtuig aansluiten bij actuele vliegtuigconcepten. Teneinde de ontwikkeltijd te verkorten zullen delen van de constructie worden uitbesteed aan bestaande bedrijven in de luchtvaartindustrie. Alleen de vier elektromotoren met propellers worden volledig in eigen huis ontwikkeld.
In september 2022 kondigde Heart Aerospace een wijziging in het ontwerp aan. De Heart ES-19 wordt vervangen door de Heart ES-30 met 30 zitplaatsen. De ES-30 is herkenbaar aan twee toegevoegde vleugelstijlen en een cargopod onder de romp. Het toestel is uitgerust met twee gasturbine generatoren die draaien op biobrandstof voor een groter vliegbereik. Het nieuwe ontwerp is dus feitelijk een hybride vliegtuig.